# Campestre-et-Luc
Campestre-et-Luc é uma comuna francesa na região administrativa de Occitânia, no departamento de Gard. Estende-se por uma área de 38,1 km². Em 2010 a comuna tinha 113 habitantes (densidade: 3 hab./km²).